# Museu Rural de Ponte de Lima
O Museu Rural Ponte de Lima, está instalado no Jardim Botânico do Parque do Arnado, no Largo da Alegria em Ponte de Lima, Portugal. Inaugurado em 4 de março de 2001.
Os espaços a visitar são:
- a Tulha com exposição sobre o Linho;
- a Cozinha com forno e lareira;
- a Adega com lagar e toneis e outros utensílios relativos ao vinho;
- e o Celeiro com exposição de alfaias agrícolas, sobretudo ligadas ao milho.